# Đặng Thùy Trâm
Đặng Thùy Trâm (* 26. November 1942 in Hanoi, Vietnam; † 22. Juni 1970 in Đức Phổ, Quảng Ngãi, Vietnam) war eine vietnamesische Ärztin. Sie arbeitete während des Vietnamkrieges als Militärchirurgin für Nordvietnam. Im Alter von 27 Jahren wurde sie durch US-Truppen unter ungeklärten Umständen getötet, als sie auf einem Pfad im Ba Tơ-Urwald in der Quảng Ngãi-Provinz in Südzentralvietnam unterwegs war. Ihre Kriegstagebücher, die die letzten zwei Jahre ihres Lebens umfassen, erlangten nach ihrer Veröffentlichung 2005 internationale Aufmerksamkeit.

## Leben
Đặng Thùy Trâm wurde in Hanoi geboren und war das älteste von fünf Kindern. Ihr Vater war Chirurg, ihre Mutter arbeitete als Dozentin an der Pharmazeutischen Fakultät der Universität Hanoi. Sie besuchte die Chu-Van-An-Oberschule. Später studierte sie Medizin und spezialisierte sich auf Chirurgie. Nach ihrem Abschluss entschied sich Thùy Trâm für den Dienst im Kriegsgebiet im Süden Vietnams. Ab Frühjahr 1967 arbeitete sie in der Provinz Quàng Ngãi als leitende Ärztin der dortigen zivilen Klinik, wo sie aber hauptsächlich kranke und verwundete Soldaten der nordvietnamesischen Armee behandelte.

## Tagebücher
Eines der handgeschriebenen Tagebücher Trâms fiel den US-Truppen im Dezember 1969 in die Hände. Nach ihrem Tod in einem Gefecht mit Handfeuerwaffen am 22. Juni 1970 erbeutete Frederic (Fred) Whitehurst, ein 22-jähriger Nachrichtendienstmann, ein zweites Tagebuch. Whitehurst verweigerte den Befehl, die Tagebücher zu verbrennen. Er folgte dem Rat des südvietnamesischen Übersetzers, sie nicht zu zerstören. Er behielt sie 35 Jahre lang mit der Absicht, sie irgendwann der Familie Trâms zurückzugeben.
Nach seiner Rückkehr in die Vereinigten Staaten blieb Whitehursts Suche nach Trâms Familie zunächst erwiesenermaßen erfolglos. Nachdem er einen Doktor in Chemie erlangt hatte, ging er zum FBI. Er konnte jedoch niemanden von der vietnamesischen Botschaft erreichen. Im März 2005 brachten Whitehurst und sein Bruder Robert – auch ein Vietnam-Veteran – die Tagebücher zu einer Konferenz an der Texas Tech University. Sie trafen dort den Fotografen Ted Engelmann (ebenfalls Vietnam-Veteran), der anbot, während seiner Reise nach Vietnam nach der Familie zu suchen. Mit der Unterstützung Do Xuan Anhs, einem Mitarbeiter des Quäker-Büros in Hanoi, konnte Engelmann Trâms Mutter Doan Ngoc Tram und somit auch die übrige Familie finden.
Im Juli 2005 wurden Trâms Tagebücher in Vietnam unter dem Titel Nhật ký Đặng Thùy Trâm (Tagebücher der Đặng Thùy Trâm) veröffentlicht. Sie wurden schnell ein Bestseller. In weniger als einem Jahr wurden mehr als 300.000 Exemplare verkauft. Trâms Schriften wurden mit denen der Anne Frank verglichen.
Im August 2005 reisten Fred und Robert Whitehurst nach Hanoi, um Trâms Familie zu treffen. Im Oktober des Jahres besuchte Trâms Familie Lubbock, um die Tagebücher zu sehen, die im Vietnam-Archiv der Texas Tech University archiviert sind und besuchten dann Fred Whitehurst und seine Familie.
Die Tagebücher wurden ins Englische übersetzt und im September 2007 veröffentlicht. Sie enthalten Familienfotos und Bilder von Trâm. Übersetzungen der Tagebücher wurden in mindestens sechzehn verschiedenen Sprachen veröffentlicht.
2009 wurde ein Film des vietnamesischen Regisseurs Đặng Nhật Minh über Đặng Thùy Trâm mit dem Namen Đừng Đốt (Verbrenne sie nicht) veröffentlicht.

## Ausgaben (Auswahl)
- Đặng Thùy Trâm: Last night I dreamed of peace. The diary of Dang Thuy Tram. Harmony Books, New York 2007, ISBN 978-0-307-34737-4 (englisch, vietnamesisch: Nhật ký Đặng Thùy Trâm. Übersetzt von Andrew X. Pham).
- Đặng Thùy Trâm: Letzte Nacht träumte ich vom Frieden: Ein Tagebuch aus dem Vietnamkrieg. Hrsg.: Gabriele Herbst. 1. Auflage. Krüger Verlag, Frankfurt am Main 2008, ISBN 978-3-8105-2029-6 (vietnamesisch: Nhật ký Đặng Thùy Trâm. Übersetzt von Gabriele Herbst, nach der englischen Übersetzung von Andrew X. Pham).

## Filme
- 2009 – Đừng Đốt (Regisseur Đặng Nhật Minh)[8]